# Natalija Buksa
Natalіja Іhorіvna Buksa (in ucraino Наталія Ігорівна Букса?; Leopoli, 6 novembre 1996) è una scacchista ucraina, maestro internazionale e grande maestro femminile.

## Carriera
Nel 2015 a Chanty-Mansijsk ha vinto con 10 su 13 il Mondiale juniores, risultato che le è valso il titolo di WGM e la qualificazione al Mondiale 2017, nel quale ha superato Hoang Thanh Trang (2½-1½) nel primo turno per essere quindi eliminata (3½-4½) da Sopiko Guramishvili.
Ha vinto, imbattuta con 7 su 9, la sezione femminile del Campionato ucraino  del 2018, disputatosi a Kiev. Quello stesso anno la FIDE le ha riconosciuto il titolo di maestro internazionale.
Ha partecipato nel 2021 alla prima edizione della Coppa del Mondo di scacchi femminile, nella quale ha battuto per 2½-1½ Sabrina Latreche per poi essere sconfitta (1-3) da Carissa Yip. Dello stesso 2021 è il 4º posto alla 21ª edizione del Campionato europeo individuale di scacchi femminile, che ha chiuso con 8 su 11 ad un punto dalla vincitrice Elina Danielyan.
Nel 2022 ha partecipato alle Olimpiadi di Chennai come quarta scacchiera della squadra femminile, ottenendo l'oro di squadra.

## Statistiche
Ha raggiunto il suo massimo punteggio Elo nella lista FIDE di ottobre 2018 con 2437 punti. A gennaio 2022 ha un punteggio di 2401 che la rende la numero 54 nella Top100 femminile.

## Vita privata
È sposata con il grande maestro azero Rauf Məmmədov.